# Gouvernement Hermoso II
 Îles Canaries
Hermoso I Rodríguez
Le gouvernement Hermoso II est le gouvernement des îles Canaries entre le 20 juillet 1995 et le 19 juillet 1999, durant la IVe législature du Parlement des Canaries. Il est présidé par Manuel Hermoso.

## Composition

### Initiale
| Fonction                                                      | Titulaire | Titulaire                                                                                         | Parti |
| ------------------------------------------------------------- | --------- | ------------------------------------------------------------------------------------------------- | ----- |
| Président du gouvernement                                     |           | Manuel Antonio Hermoso Rojas                                                                      | CC    |
| Vice-président Conseiller au Tourisme et aux Transports       |           | Lorenzo Olarte Cullén                                                                             | CC    |
| Conseiller à la Présidence et aux Relations institutionnelles |           | Antonio Ángel Castro Cordobez                                                                     | CC    |
| Conseiller à l'Éducation, à la Culture et aux Sports          |           | José Mendoza Cabrera                                                                              | CC    |
| Conseiller à la Santé et à la Consommation                    |           | Julio Bonis Álvarez                                                                               | CC    |
| Conseiller à l'Économie et aux Finances                       |           | José Carlos Francisco Díaz                                                                        | CC    |
| Conseiller à la Politique territoriale                        |           | Antonio Fernando González Viéitez                                                                 | CC    |
| Conseiller à l'Agriculture, à la Pêche et à l'Alimentation    |           | Alonso Arroyo Hodgson                                                                             | CC    |
| Conseiller à l'Emploi et aux Affaires sociales                |           | Víctor Manuel Díaz Domínguez                                                                      | CC    |
| Conseiller aux Travaux publics, au Logement et aux Eaux       |           | Gabino Jiménez Benito José Carlos Francisco Díaz a.i. Luis Suárez Trenor (à partir du 24/11/1995) | CC    |
| Conseiller à l'Industrie et au Commerce                       |           | José Manuel Fiestas Coll                                                                          | CC    |

### Remaniement du22 mai 1996
- Les nouveaux conseillers sont indiqués en gras, ceux ayant changé d'attributions en italique.

| Fonction | Titulaire | Titulaire                        | Parti |
| --- | --------- | -------------------------------- | ----- |
| Président du gouvernement                                                                                         |           | Manuel Antonio Hermoso Rojas     | CC    |
| Vice-président Conseiller au Tourisme et aux Transports                                                           |           | Lorenzo Olarte Cullén            | CC    |
| Conseiller à la Présidence et aux Relations institutionnelles                                                     |           | Ignacio Manuel González Santiago | PP    |
| Conseiller à l'Éducation, à la Culture et aux Sports                                                              |           | José Mendoza Cabrera             | CC    |
| Conseiller à la Santé et à la Consommation                                                                        |           | Julio Bonis Álvarez              | CC    |
| Conseiller à l'Économie et aux Finances                                                                           |           | José Carlos Francisco Díaz       | CC    |
| Conseillère à la Politique territoriale Conseillère à la Politique territoriale et à l'Environnement (07/03/1997) |           | María Eugenia Márquez Rodríguez  | PP    |
| Conseiller à l'Agriculture, à la Pêche et à l'Alimentation                                                        |           | Eduardo Jordán Martinón          | PP    |
| Conseiller à l'Emploi et aux Affaires sociales                                                                    |           | Víctor Manuel Díaz Domínguez     | CC    |
| Conseiller aux Travaux publics, au Logement et aux Eaux                                                           |           | Antonio Ángel Castro Cordobez    | CC    |
| Conseiller à l'Industrie et au Commerce                                                                           |           | Francisco de la Barreda Pérez    | PP    |

### Remaniement du21 mai 1997
- Les nouveaux conseillers sont indiqués en gras, ceux ayant changé d'attributions en italique.

| Fonction                                                      | Titulaire | Titulaire                                                                  | Parti |
| ------------------------------------------------------------- | --------- | -------------------------------------------------------------------------- | ----- |
| Président du gouvernement                                     |           | Manuel Antonio Hermoso Rojas                                               | CC    |
| Vice-président Conseiller au Tourisme et aux Transports       |           | Lorenzo Olarte Cullén                                                      | CC    |
| Conseiller à la Présidence et aux Relations institutionnelles |           | Lorenzo Alberto Suárez Alonso                                              | PP    |
| Conseiller à l'Éducation, à la Culture et aux Sports          |           | José Mendoza Cabrera                                                       | CC    |
| Conseiller à la Santé et à la Consommation                    |           | Julio Bonis Álvarez                                                        | CC    |
| Conseiller à l'Économie et aux Finances                       |           | José Carlos Francisco Díaz                                                 | CC    |
| Conseillère à la Politique territoriale et à l'Environnement  |           | María Eugenia Márquez Rodríguez                                            | PP    |
| Conseiller à l'Agriculture, à la Pêche et à l'Alimentation    |           | Rafael Ángel de León Expósito (jusqu'au 31/10/1997) Gabriel Mato Adrover   | PP    |
| Conseiller à l'Emploi et aux Affaires sociales                |           | Víctor Manuel Díaz Domínguez                                               | CC    |
| Conseiller aux Travaux publics, au Logement et aux Eaux       |           | Antonio Ángel Castro Cordobez                                              | CC    |
| Conseiller à l'Industrie et au Commerce                       |           | Francisco de la Barreda Pérez (jusqu'au 05/08/1998) Alfredo Vigara Murillo | PP    |